# Giovanni Contarini
Giovanni Contarini (Velence, 1549 – 1604 előtt) itáliai festő.

## Élete
A „dalla Valonia” becenevet viselő Francesco fia volt, talán azért, mert Vallóniában élt (kereskedőként?), vagy egy vegytisztítóban használt anyag nevéből. Apja a bölcsészettudományra irányította volna, és jegyző lett volna Giovanni Francesco Crivelli mellett, aki később festő is lett.
Különösen Tiziano utánzójaként volt híres, amit annyira jól művelt, hogy az eredetit nem lehetett megkülönböztetni a hamisítványtól. Munkái lágyak, finomak, szépek és nagyon élénk színűek.

## Művei
Leghíresebb festményét a Louvre-ban állítják ki, eltávolították a velencei Dózsa-palotából. Szűz Máriát ábrázolja a gyermek Jézussal, Szent Márkkal és Szent István vértanúval, valamint a térdeplő velencei dózse Marino Grimanival.
Egyéb művei a berlini, firenzei, milánói (Pinacoteca di Brera) és bécsi múzeumokban, valamint számos velencei templomban találhatók. Nagyon aktív volt a 16. században, és szeretett olyan témákat festeni, amelyek görög és római mítoszokon alapulnak. Kifestette néhány velencei palota mennyezetét, és pár évig II. Rudolf német-római császár látta vendégül mint kedvenc művészét, s lovagját.
Híres a velencei Paolai Szent Ferenc-templomban található Krisztus feltámadása című festménye. A Carrara Akadémia kiállítja Éva teremtését a Salvatore Orsetti gyűjteményéből származó hagyatékból.

## Fordítás
- Ez a szócikk részben vagy egészben  a   Giovanni Contarini (pittore) című olasz Wikipédia-szócikk ezen változatának fordításán alapul.  Az eredeti cikk szerkesztőit annak laptörténete sorolja fel. Ez a jelzés csupán a megfogalmazás eredetét és a szerzői jogokat jelzi, nem szolgál a cikkben szereplő információk forrásmegjelöléseként.

## Bibliográfia
- Sull'arte e sul pittore Giovanni Contarini
- Giovanni Contarini. Un pittore aristocratico sulle orme di Tiziano - Catalogo della mostra (2007. március 29. – szeptember 10.). Milánó: Mondadori Electa
- Annalisa Bristot: Un artista nella Venezia del secondo cinquecento: Giovanni Contarini, in Saggi e memorie di storia dell'arte, n. 12, Firenze, Olschki, 1980, 34-77, 125-136.
- Eliška Zlatohlávková: Giovanni Contarini, un pittore misterioso alla corte di Rodolfo II, in Arte Documento, n. 32, Venezia, Marcianum Press, Velence, 2016, 156-163.